# 溫滷麵

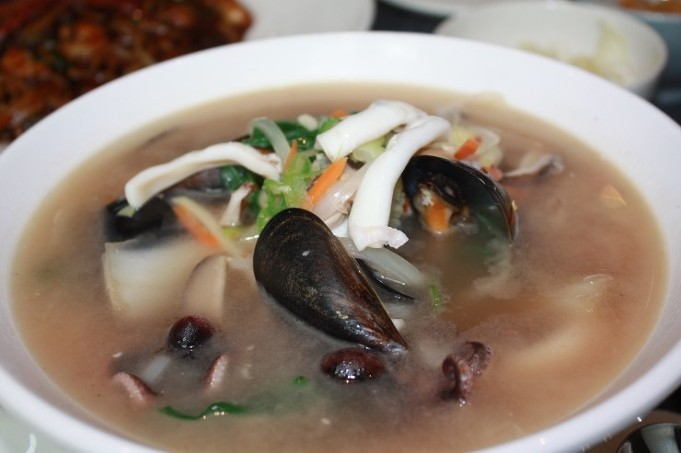
韩国温卤面（울면；ulmyeon）

溫滷麵（朝鮮語 ：울면 （页面存档备份，存于））是一種韩式中国菜麵食。除麵條外，包括香菇、雙孢蘑菇、胡蘿蔔等蔬菜，雞蛋，及海參、蝦、魷魚、烏賊等各種海鮮。它與中國菜中的打滷麵相關聯和借鑒，又發展出自身的海鮮特色。